# Conopomorpha chionosema
Conopomorpha chionosema är en fjärilsart som beskrevs av Lajos Vári 1961. Conopomorpha chionosema ingår i släktet Conopomorpha och familjen styltmalar.
Artens utbredningsområde är:
- Namibia.
- Zimbabwe.

Inga underarter finns listade i Catalogue of Life.